# Johann Bernoulli II
Johann Bernoulli II   (Basilea, 28 de maig de 1710 - Basilea, 17 de juliol de 1790) va ser un matemàtic suís del segle xviii.

## Vida
Johann II (l'ordinal segón és per diferenciar-lo del seu pare Johann Bernoulli, del qui era el fill menut). El 1729 es va doctorar en jurisprudència a la Universitat de Basilea amb una dissertació titulada De compensationibus.
En els següents va guanyar el premi de l'Acadèmia de Ciències de París almenys en quatre ocasions (algunes d'elles amb obres de les que el seu pare era coautor).
El 1743, en retirar-se el seu pare, Johann II el va succeir en la càtedra de matemàtiques de la Universitat de Basilea, de la que ja era professor de retòrica des de feia anys. Va ser molt amic de Maupertuis qui va passar els darrers anys de la seva vida a la seva casa de Basilea.
Va ser el pare dels també reconeguts matemàtics Johan Bernoulli III i Jakob Bernoulli II.

## Obra
No va ser un autor gaire prolífic. Va editar les Opera Omnia del seu pare.
Els seus escrits més interessants versen sobre la difusió del calor i de la llum. És notable la seva analogia entre la pressió d'un fluid i la vibració d'una corda.